# Podenii Noi
Podenii Noi is een Roemeense gemeente in het district Prahova.
Podenii Noi telt 4715 inwoners.